# 曹庄动车运用所
曹庄动车运用所，即中国铁路北京局集团有限公司天津动车客车段天津动车运用所，位于中國天津市西青区杨柳青电厂与104国道相接处，2013年12月配合津秦客运专线开通投入使用，是华北地区最大的动车运用所。该动车运用所是津保铁路配套工程中的一部分，通过动车走行线引入天津西站高速车场，可以为津保铁路、京沪高速铁路、京津城际铁路和津秦客运专线等途经该处的动车提供停靠、检修和临修场所。该动车运用所是天津重要的动车整备基地和停车基地，是实现天津西站增加办理始发终到列车业务，提升天津铁路枢纽功能的重要节点。

## 位置
曹庄动车运用所，位于天津西青区外环线西段以西，其南紧邻曹庄站，北侧为三农路，西侧靠近京沪高速铁路，东侧紧靠南曹铁路。

## 历史沿革
2008年11月8日，铁道部、天津市、河北省三方签署《加快天津至保定铁路建设会议纪要》，明确了津保铁路及曹庄动车运用所等配套工程将一次性新建，预计2009年上半年开工，然而这次协商之后仍未如期开工建设。2010年3月17日，天津市表示，经积极争取，国家发改委正式核准批复天津至保定铁路项目。
2013年1月，铁道部批复曹庄动车所扩大规模一倍，停车线由24条扩充至50条。2013年3月，津保铁路引入天津西站曹庄动车运用所工程开始动工建设，由中铁六局北京铁建公司承建。包含动车左线以及部分存车场、检修库等项目的一期工程计划配套津秦客运专线在2013年投入运营，其余项目在2014年与津保铁路同步开通。
2014年1月1日，天津动车运用所业务人员、资产由北京动车段整建制划归天津客车车辆段，同时天津客车车辆段更名为天津动车客车段。

## 职责
曹庄动车运用所建成投入运营后将分担先前北京西动车运用所的业务，主要承担京津城际铁路、部分京广高速铁路、京沪高速铁路，以及2013年起陆续开通的津秦客运专线、津保铁路等高铁动车组的乘务担当和一、二级检修任务。